# 貝爾維迪爾鎮區 (明尼蘇達州古德休縣)
貝爾維迪爾鎮區（英語：Belvidere Township）是位於美國明尼蘇達州古德休縣的一個行政鎮區。

## 地方資料
貝爾維迪爾鎮區的面積為92.08平方千米，當中陸地面積為92.02平方千米，而水域面積為0.06平方千米。根據2020年美國人口普查的數據，當地共有人口478人，而人口密度為每平方千米5.19人。